# Ed O'Rourke
Edmund Newton O´Rourke (Nueva Orleans 22 de noviembre de 1923–Baton Rouge 11 de noviembre de 2012) fue un científico, investigador, horticultor estadounidense en la Universidad Estatal de Luisiana, obtentor de nuevas variedades de higueras

## Biografía
Nació el 22 de noviembre de 1923 en Nueva Orleans, Luisiana. En 1947 se casó con la que fue su esposa Rosemary Claire Louque.
Al comienzo de los años 50, después de terminar su doctorado en la Universidad de Cornell, el Dr. Ed O'Rourke comenzó su investigación en horticultura en la Louisiana State University en Baton Rouge. Como especialista en fruticultura, comenzó sus actividades de investigación en el desarrollo de nuevas variedades de peras, manzanas, e higos para el Sur más meridional de los Estados Unidos.
Viajaba a la Universidad de California en Riverside donde se encontraba con otro especialista en higueras de nombre de Ira J. Condit. Allí obtenía cabrahigos machos adecuados para su programa de obtención de nuevas variedades de higueras. Uno de sus objetivos era mejorar la variedad Celeste la reina de los higos en el sur.
Pensaba que las mejoras hechas al higo 'Celeste' serían beneficiosas para la pequeña industria de higos que existía en Luisiana en aquel tiempo. Escogía tanto la variedad 'Hunt' como la 'Celeste' como higueras madre para su programa, ambas variedades con el ostiolo del sicono cerrado y resistentes, adaptadas a un clima caliente, húmedo, lluvioso como existe en Luisiana del Sur.
En 1955, el Dr. O'Rourke hizo cruces múltiples con higos madre 'Hunt' y 'Celeste'. En 1959 había escogido muchas "selecciones" prometedoras (de entre las aproximadamente mil por año que se plantaban) de híbridos de higuera y que se habían obtenido a partir de semillas fértiles. Utilizaba técnicas de polinización manuales en los higos madres para producir sus semillas de higos fértiles. Más tarde movía las selecciones más prometedoras al huerto de prueba “Ben Hur”. Allí desarrollaba sus datos de investigación en los nuevos híbridos de higos que había seleccionado para mejorar las evaluaciones y su cribado.
Durante un periodo de diez años aproximado del programa de obtención, se hacía evidente que el proyecto no conseguiría mucho apoyo. No había ninguna industria que presionara a favor del programa. Había poco dinero a ganar desarrollando nuevos híbridos de higueras. Durante aquellos años, el Dr. O'Rourke ofrecía algunas de sus prometedoras selecciones numeradas a varias personas interesadas para que lo probaran en sus campos. Los fondos para el proyecto se cortaron y el programa de obtención se acabó. Entonces el Dr. O'Rourke se mudó y comenzó su trabajo de investigación en otras áreas más prometedoras de horticultura.
En el verano de 1982, alguien decidió arrasar por completo el campo de experimentación Ben Hur entero con todas las selecciones de higueras del Dr. O'Rourke para edificar. Afortunadamente no todas las variedades estaban perdidas en el campo Ben Hur. Algunas de las variedades no perdidas fueron más tarde oficialmente liberadas por LSU. Y algunas de las "selecciones" que estaban en el campo Ben Hur pasaron a manos de horticultores  coleccionistas privados después de que se detuviera la financiación del programa. Los amantes de las higueras que conocían el lugar de investigación tomaban los esquejes de sus variedades favoritas y de mejor sabor. En consecuencia otros "selecciones" se esparcieron alrededor de Luisiana del Sur con nombres incoherentes asignados por ellos mismos.
La LSU ha estado estudiando higueras en alguna medida en sus campos de ensayo desde finales del 1800. A pesar del poco apoyo e interés para este proyecto de obtención de higueras, LSU liberó oficialmente la 'LSU Purple' al público en 1991. En 2001 liberaban la 'LSU Gold'. En 2007 liberaban las variedades híbridas 'O'Rourke fig', 'Champagne' y 'Tiger'. La 'LSU Purple' se obtuvo cruzando una higuera madre 'Hunt' con un cabrahigo comestible macho 'C1' de la colección del Dr. Ira J. Condit. Las otras higueras nombradas se producían cruzando una higueras madres 'Celeste' con un cabrahigo comestible macho 'C1'.
El Dr Edmund Newton O´Rourk falleció el 11 de noviembre de 2012 en Baton Rouge, Luisiana.